# Астей

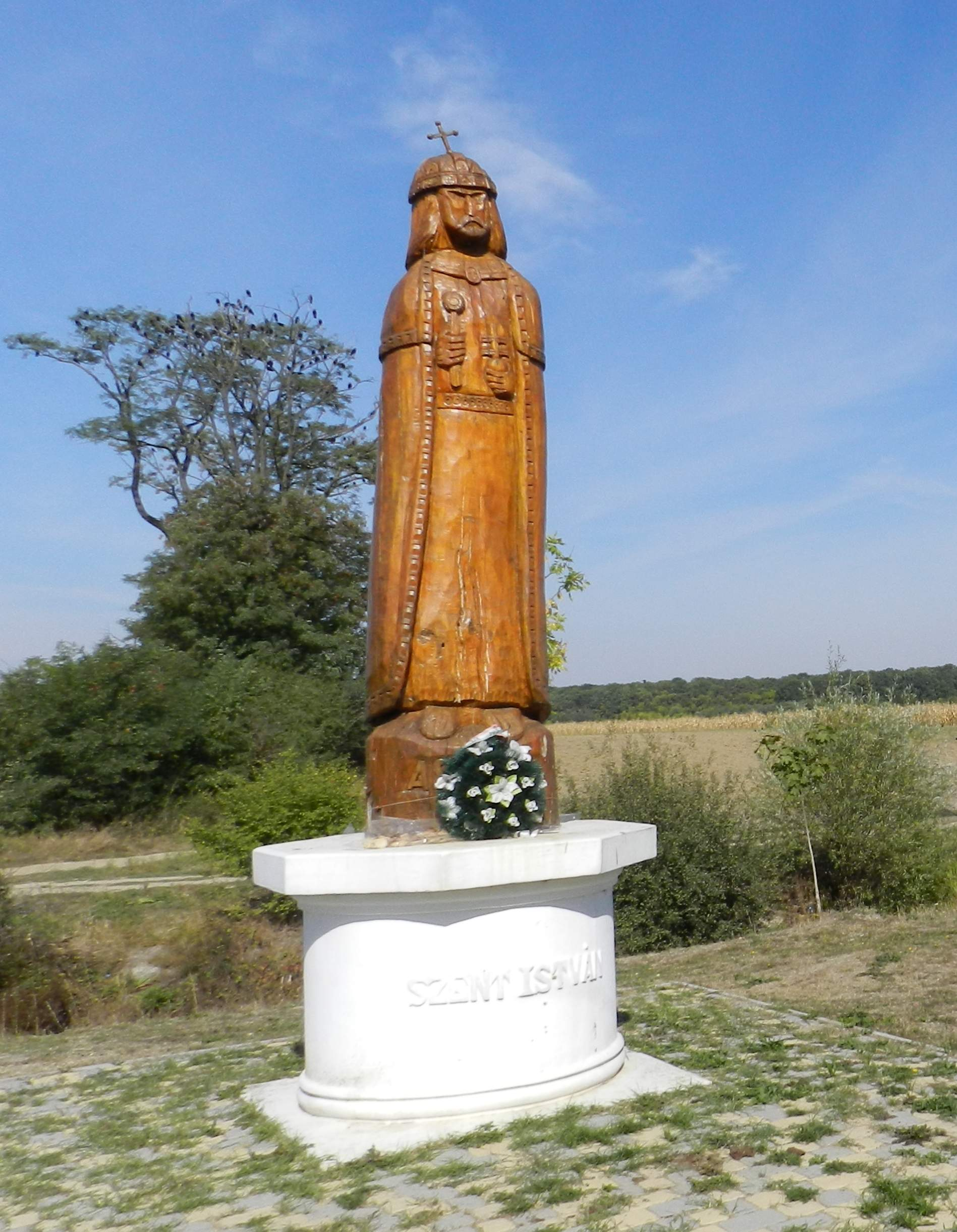
Скульптурне зображення Святого Іштвана, 2006 р.

А́стей (угор. Asztély; колишня назва — Лужанка) — село в Великобийганській громаді Берегівського району Закарпатської області України. Відстань до райцентру становить близько 5 км і проходить автошляхом Р54. У безпосередній близькості від села розташований пункт контролю Лужанка на кордоні з Угорщиною. З угорського боку знаходиться пункт пропуску «Берегшурань», медьє Саболч-Сатмар-Береґ. Населення — 677 чоловік (станом на 2001 рік).

## Назва
Назва "Astély" - угорська назва угорського походження, яка походить від простого особистого імені. За словами дослідника Лайоша Кісса, персональне ім'я, напевно, є слов'янським (особисте ім'я сербохорватського походження Остой).

## Населення

### Мова
Розподіл населення за рідною мовою за даними перепису 2001 року:
| Мова            | Кількість | Відсоток |
| --------------- | --------- | -------- |
| угорська        | 591       | 87.30%   |
| українська      | 79        | 11.67%   |
| російська       | 5         | 0.73%    |
| румунська       | 1         | 0.15%    |
| інші/не вказали | 1         | 0.15%    |
| Усього          | 677       | 100%     |

## Історія
На околицях села є місця археологічних розкопок двох поселень, 3-4 та 7-8 століть нашої ери.
Важливою знахідкою також є 120 гончарних печей в районі Лужанки (Астей), що для варварського світу є колосальним.
Назва села вперше згадується в 1359 році одним з документів архіву Каллай під назвою Ацтеї.
Інші назви: 1489 Azthe (ZichyOkm. 11: 504), в 1542 році Azthe (Conscr. Port.), У 1544 р. Azte, 1550, 1552 і 1566 Azthe, в 1570 Асте (Conscr Port.), Astej в 1773, Astéj в 1808, Elek Fényes в 1851 і Frigyes Pesty в 1864-1865, також в Астурії, в 1913, Astely в 1925, Astel в 1930 Comber. 101-2), в 1944 р., Astran, в 1983 р. Лужанка, в 1991 Астей.
Село розташовувалося в заплаві Тиси, тому серйозне поселення не могло бути тут деякий час.
Село вперше згадується в письмових джерелах 1378 року, як маєток родини Мачолаї. В 1492 р. населений пункт знайшов нових власників Ференца Бейгань і Іштвана Баторі. Протягом XIV—XVIII ст. селом володіли різні феодали, у тому числі зі знатних родин  Лоньяї, Перені, Телеки. В 1566 р. Астей піддався спустошливому набігу кримських татар. У XVIII ст. село відносилося до села Берегшурань (нині в село в Угорщині).

## Храм
Реформатський храм (1829—1831 рр.) та дзвіниця (1830 р.)
В 1763 р. реформатська громада збудувала дерев’яну церковну будову, яка була замінена на муровану в 1829-1831 рр. Вежу-дзвінницю з дерева збудовано в 1830 р., на ній було два дзвони. Менший дзвін був вагою в 108 кг, більший дзвін важив 200 кг, з гравіровкою «Виготовлений на пожертвування астейських реформатів во славу Божу в 1799 році» («Az Asztelyi Ref(ormata) Szent Eklesia ontette maga koltsegen Isten dicsosegere 1799 evben»). Дзвони зникли, можливо, були вилучені під час Першої світової війни. В 1992 та 1995 рр. були проведені зовнішня реконструкція та внутрішнє оновлення храму.
Поруч із храмом в 1898 р. був побудований парафіяльний будинок, замість старого, маленького та дерев'яного. В 1948 р. реквізований будинок був переданий сільській раді, у ньому влаштували контору сільради, бібліотеку та фельдшерський пункт. Згодом будинок став сільським клубом та бібліотекою. В 1993 році будівлю було повернуто церкві, в 1996—1999 його реконструювали.

## Пам'ятки
В 1991 р. на сільському цвинтарі встановлений пам'ятник загиблим воїнам в Другій світовій війні та жертвам сталінського режиму.
При в'їзді до села встановлений пам'ятний знак — назва населеного пункту с. Астей, виготовлений в 2010 р. з дерева місцевим священиком Почаї Вінце. Напис угорською мовою «Вітаємо в селі Астей». Неподалік знаходиться пам'ятник, що зображує короля Святого Іштвана. Скульптура, яку виготовили з дерева народні умільці Іштван Елек–старший та Іштван Елек-молодший, була урочисто відкрита 20 серпня 2006 р.
На території сільського футбольного поля знаходиться скульптура «Піч», що символізує народні традиції села Астей. Виготовив в 2011 р. з цегли та глини народний умілець Степан Нодь. Біля цієї пічки вже чотири рази на початку осені проводився День переца – солоного кренделю, який традиційно багато років випікають в цьому селі. В 2014 році в селі започаткували також Фестиваль гурки та ковбаси.
Стара будівля сільської школи зведена в 1920 р., у чехословацький період. Тепер в приміщенні діє дитячий садок. На стіні школи з 2010 р. висить меморіальна дошка, присвячена першим вчителям с. Астей після ІІ світової війни, Ф. та М. Чайкович, роботи народного умільця Степана Нодя.

## Туристичні місця
- на околицях села є місця археологічних розкопок двох поселень, 3-4 та 7-8 століть нашої ери
- археологи знайшли 120 давніх гончарних печей
- реформатський храм (1829—1831 рр.) 
- дзвіниця (1830 р.)
- пам'ятник, що зображує короля Святого Іштвана.
-  скульптура «Піч», що символізує народні традиції села Астей
- будівля сільської школи зведена в 1920 р.
- меморіальна дошка, присвячена першим вчителям с. Астей після ІІ світової війни
- пам'ятник загиблим воїнам в Другій світовій війні та жертвам сталінського режиму 